# Бюргановский, Дмитрий Анатольевич
Дмитрий Анатольевич Бюргановский (Тишкин) (род. 17 июля 1948, Ленинград) — художник, графический дизайнер, книжный дизайнер. Член Союза журналистов Санкт-Петербурга и Ленинградской области с 1980 года. Преподаватель факультета фотокорреспондентов имени Ю. А. Гальперина. 

## Биография
Родился в Ленинграде 17 июля 1948 года.
Отец — Анатолий Маркианович Тишкин (1916—1976), участник Великой Отечественной войны, полковник, художник, педагог, основатель и первый директор Детской художественной школы Дзержинского района Ленинграда, так называемой «Тишкинской» школы (ныне ДХШ № 1 Центрального района Санкт-Петербурга).
Мать — Татьяна Владимировна Бюргановская, учительница химии.
Детские годы провел в Польше, где служил отец, в 1958 году семья вернулась в Ленинград.
Окончил школу № 190 (с художественным уклоном) в 1966 году.
Окончил Ленинградское высшее художественно-промышленное училище имени В. И. Мухиной (ныне Санкт-Петербургская государственная художественно-промышленная академия имени А. Л. Штиглица) по специальности «художник по промышленной графике и упаковке». В период учебы сменил фамилию, взяв фамилию матери.

## Творчество
В 1973—2006 годах работал главным художником и арт-директором в газетах «Час пик», «Смена», «Санкт-Петербургские ведомости», «Вечерний Петербург», агентстве «Северо-Запад Медиа», издательствах «Аврора», «Лениздат», «Культ-информ-пресс».
Преподавал в Детской художественной школе Дзержинского района Ленинграда, Высшем художественно-промышленном училище имени В. И. Мухиной, Ленинградском институте повышения квалификации информационных работников, факультете фотокорреспондентов имени Ю. А. Гальперина.
Лауреат журналистского конкурса «Золотое перо-2011» (в составе творческого коллектива), в номинации «Событие года (все СМИ)» — подготовка и проведение Дня объединенного фоторепортажа «Санкт-Петербург. Сутки напролет», подготовка и выпуск одноименного издания.
Начал рисовать в 12 лет.
В 2016 году в Петербурге состоялась персональная выставка Д. А. Бюргановского, которая включала акварели, книги и дизайнерские работы.
Автор более ста дизайн-проектов по созданию товарного знака и других элементов фирменного стиля. Среди наиболее известных — логотип газеты «Час пик», фотоинформационного агентства «Интерпресс», торгово-развлекательного комплекса «Гранд Каньон», фирменные знаки Санкт-Петербургского филармонического общества, издательства «Культ-информ-пресс», компании «Микробит».
Награждён серебряной медалью ВДНХ СССР за создание логотипа и обновление художественно-графического облика газеты «Смена» (1989).
Разработал дизайн более двухсот книг.

## Основные работы в сфере книжного дизайна

### Для издательства «Аврора»
- фотоальбом «Возрожденные из пепла. Петродворец. Пушкин. Павловск»;
- альбом репродукций серии «Мастера мировой живописи» «Алексей Венецианов»;
- фирменный знак серии комплектов видовых открыток «Возрожденные из пепла»;
- дизайн комплектов видовых открыток для дворцово-парковых ансамблей пригородов Ленинграда;
- дизайн комплекта видовых открыток «Дворец Меншикова»

### Для издательства «Культ-Информ-Пресс» (Филармоническое общество Санкт-Петербурга)
- книги об истории джаза («Джаз от Ленинграда до Петербурга» и «Диалог со свингом»)
- книги о выдающихся музыкантах, композиторах и дирижерах (А. Петрове, Е. Мравинском[8], В, Нильсене, М. Ростроповиче, Ю. Темирканове)
- книги серии «111…» («111 опер», «111 симфоний», «111 балетов», «111 увертюр»)
- фотоальбом «Рудольф Нуреев»

### ДляФонда исторической фотографии имени Карла Буллы
- «Россия. Романовы. 1613—2013»;
- «Первый фоторепортер России Карл Булла»;
- «Династия Булла: Карл. Александр. Виктор. Юрий»[9];
- «Санкт-Петербург. Мариинский дворец. 1839—2019. История в фотографиях»;

### Для Федерации дзюдо Санкт-Петербурга и Клуба Дзюдо «Турбостроитель»
- «Анатолий Рахлин. Тренер»
- «Дзюдо на всю жизнь! Полвека побед. Очерки истории Клуба Дзюдо „Турбостроитель“[10][11][12]
- „Очерки истории ленинградского — петербургского дзюдо“
- „Стражи татами. Из истории судейства дзюдо“
- серия биографических очерков „Легенды нашего дзюдо“: „Анатолий Рахлин“, „Владимир Путин“, „Ярослав Керод“, „Арон Боголюбов“ и другие.

## Семья
Сын — композитор и аранжировщик Дмитрий Дмитриевич Бюргановский (р. 1978), с 2008 года работающий над музыкой к проектам франшизы «Смешарики».